# Шалон-ан-Шампань
Об одноимённом городе в Бургундии см. Шалон-сюр-Сон
Шало́н-ан-Шампа́нь (фр. Châlons-en-Champagne, бывш. Шалон-на-Ма́рне фр. Châlons-sur-Marne; лат. Durocatalaunum) — город и коммуна на северо-востоке Франции, на реке Марна, префектура (административный центр) департамента Марна. Население — 47 339 человек (1999).
После Великой Французской революции город был переименован в Шалон-на-Марне, но в 1998 г. официально вернул своё историческое название. До территориальной реформы 2016 года, упразднившей регион Шампань — Арденны, Шалон являлся его столицей, хотя он в четыре раза меньше Реймса и уступает по населению традиционной столице Шампани, городу Труа.

## История

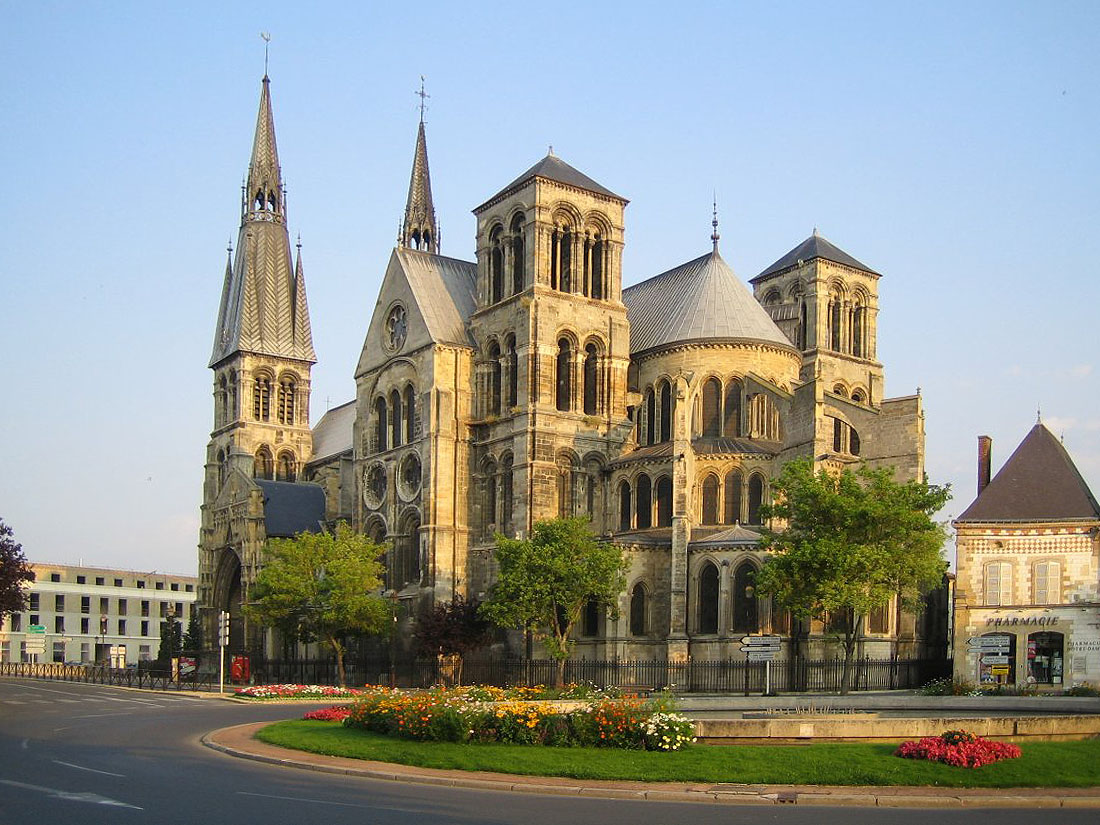
Нотр-Дам-де-Во

До прихода римлян на месте Шалона находилось главное поселение галльского племени каталаунов. В Римской империи город назывался Durocatalaunum. В 451 г. где-то поблизости произошла знаменитая битва на Каталаунских полях.
В Средние века первую скрипку в управлении городом играли местные епископы, среди которых наиболее известен Гильом из Шампо. В XV веке местные жители дважды обороняли город от англичан. В 1589 г. король Генрих IV перевёл в Шалон парламент из враждебного ему Парижа.
Шалон-ан-Шампань стал первым местом, где начали выпускать лёгкую шерстяную ткань с диагональными полосами, которая получила название по имени города — «шалон».
В годы Второй империи под Шалоном был устроен крупнейший в стране военный лагерь, который до сих пор не потерял своего военного значения.
В 1896 году здесь происходили большие манёвры в присутствии императора Николая II.
Во время Второй мировой войны (в особенности в апреле и июле 1944 года) исторические памятники Шалона сильно пострадали во время бомбардировок осуществляемых авиацией союзников.

Центральные улицы Шалона

## Памятники старины
- Собор Сент-Этьен, преимущественно XIII века постройки, с фасадом XVII века и средневековыми витражами высочайшего качества, отреставрирован в послевоенное время.
- Нотр-Дам-ан-Во состоит под охраной ЮНЕСКО как один из паломнических храмов на пути св. Иакова. Пилигримов в храм привлекала редкостная реликвия — пуповина Христа. Церковь строилась с 1157—1217 гг., была частично разрушена в годы Революции, позднее реставрировалась.
- Церковь Сен-Альпен — памятник ранней готики, не раз перестраивалась, известна своими витражами.
- Церковь св. Иоанна Крестителя — результат реставрации XIX века; именно в ней был крещён изобретатель Николя Аппер.
- Рядом с классицистической ратушей 1771 года в средневековом особняке хранятся древние рукописи и инкунабулы.

## Города-побратимы
Шалон-ан-Шампань является городом-побратимом следующих городов:
- Илкестон[англ.], Великобритания (1957)
- Бобо-Диуласо, Буркина-Фасо (1970)
- Нойс, Германия (1972)
- Виттенберге, Германия (1978)
- Мирабель, Канада (2000)
- Разград, Болгария (2005)

## Транспорт
В 22 км к юго-востоку от города находится аэропорт Шалон-Ватри.

## Известные уроженцы и жители

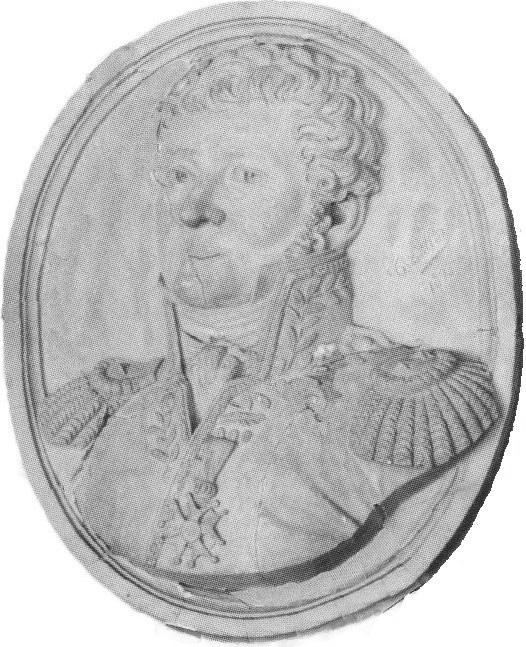
Пьер-Шарль Лоше

- Пьер-Шарль Лоше (1767—1807) — бригадный генерал Великой армии Наполеона Бонапарта.
- Морис Ренар (1875—1939), французский писатель, предшественник научной фантастики.
- Эмиль Эрбийон (1794—1866) — французский военачальник, дивизионный генерал.